# Lindosz
Lindosz (görög: Λίνδος) egy régészeti területen elhelyezkedő halászfalu Rodosz szigetén a Dél-Égei-szigetek régióban, a Dodekánisza prefektúrában. 2011 előtt önálló önkormányzati egység. A 2011-es önkormányzati reform óta Rodosz része (az önkormányzati egység területe 178,9 km²). A település a sziget keleti oldalán fekszik, körülbelül 40 km-re délre Rodosz várostól. Népszerű nyaralási és turisztikai célpont köszönhetően a gyönyörű strandjainak, valamint a lindoszi várnak, amely remek kilátást nyújt a tengerre, valamint az öbölre.

## Története
Lindoszt a dórok alapították az i. e. 10. században Rodoszi Tlepolemusz király vezetésével. Ez volt a hat város egyike, amelyeket a Dór Hexapolisznak neveztek. Keleti fekvésének köszönhetően Rodosz a görögök és a föníciaiak találkozási helye lett, és ezzel együtt vált Lindosz városa jelentős kereskedővárossá. I. e. a 6. században a várost Kleobulosz uralta, aki tagja volt a hét görög bölcsnek. A város elvesztette jelentőségét, miután az i. e. 5. század végén megalapították Rodosz városát. A klasszikus időkben Lindosz akropoliszát Athéné Lindia temploma uralta, mely végső formáját i. e. 300 körül érhette el. A hellenisztikus és római korokban egyre több épület épült köré, melyek a kora középkorban használaton kívül estek. A 14. században a Szent János lovagok (Máltai lovagrend) megerősítették az akropoliszt egy erőddel, hogy megvédjék a szigetet az oszmánoktól.

## Régészeti ásatások

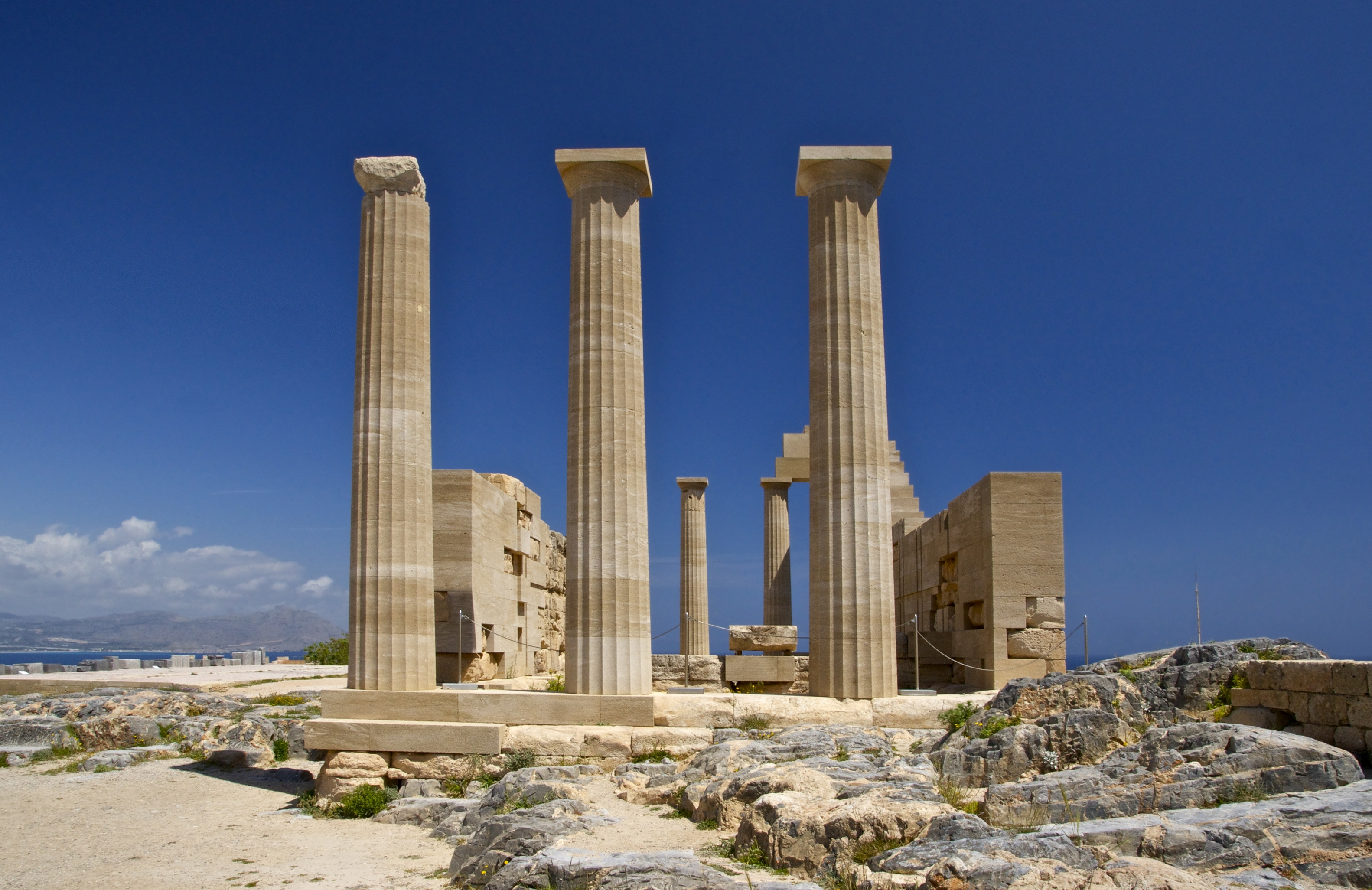
Athéné Lindia temploma

## Fényképek

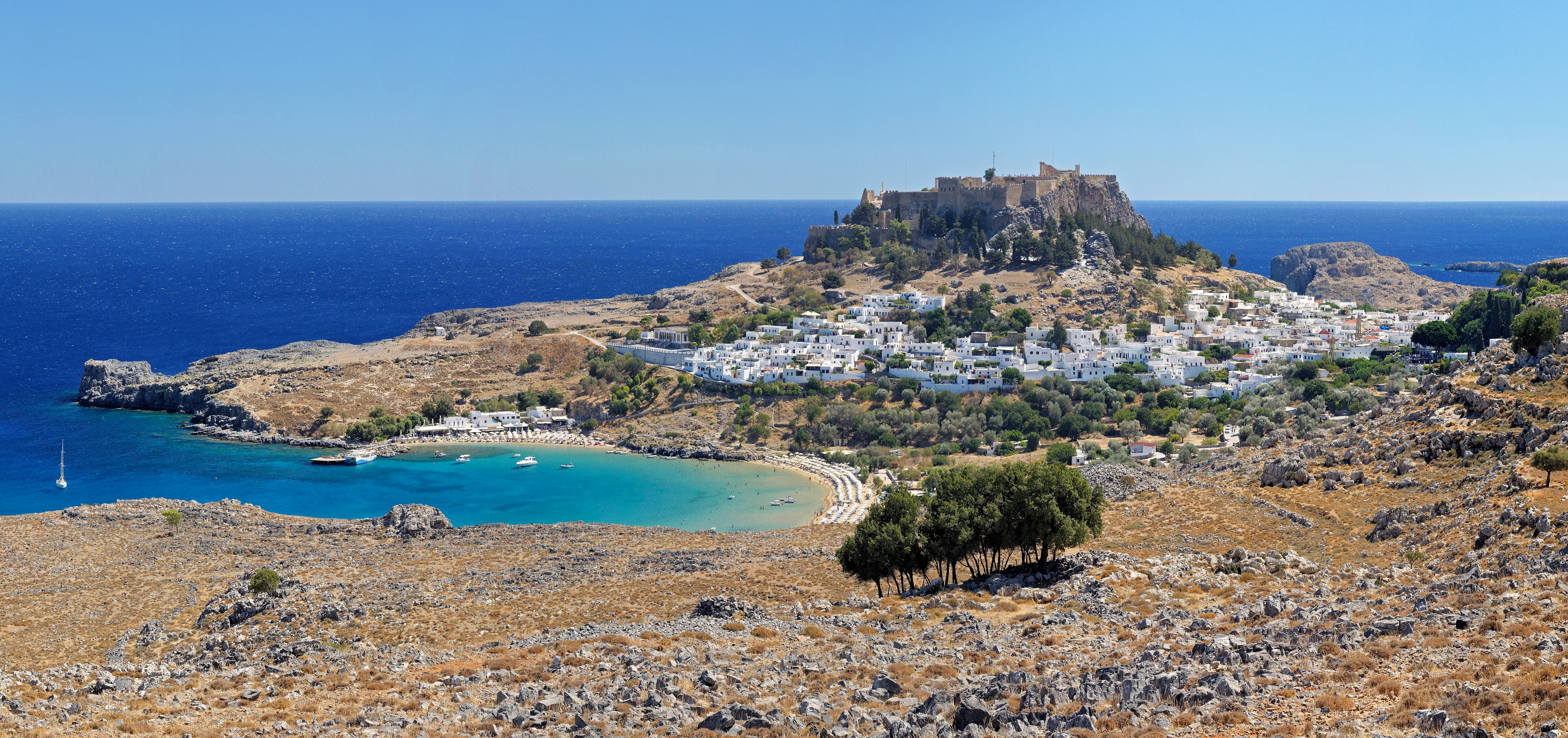
Lindosz távolról
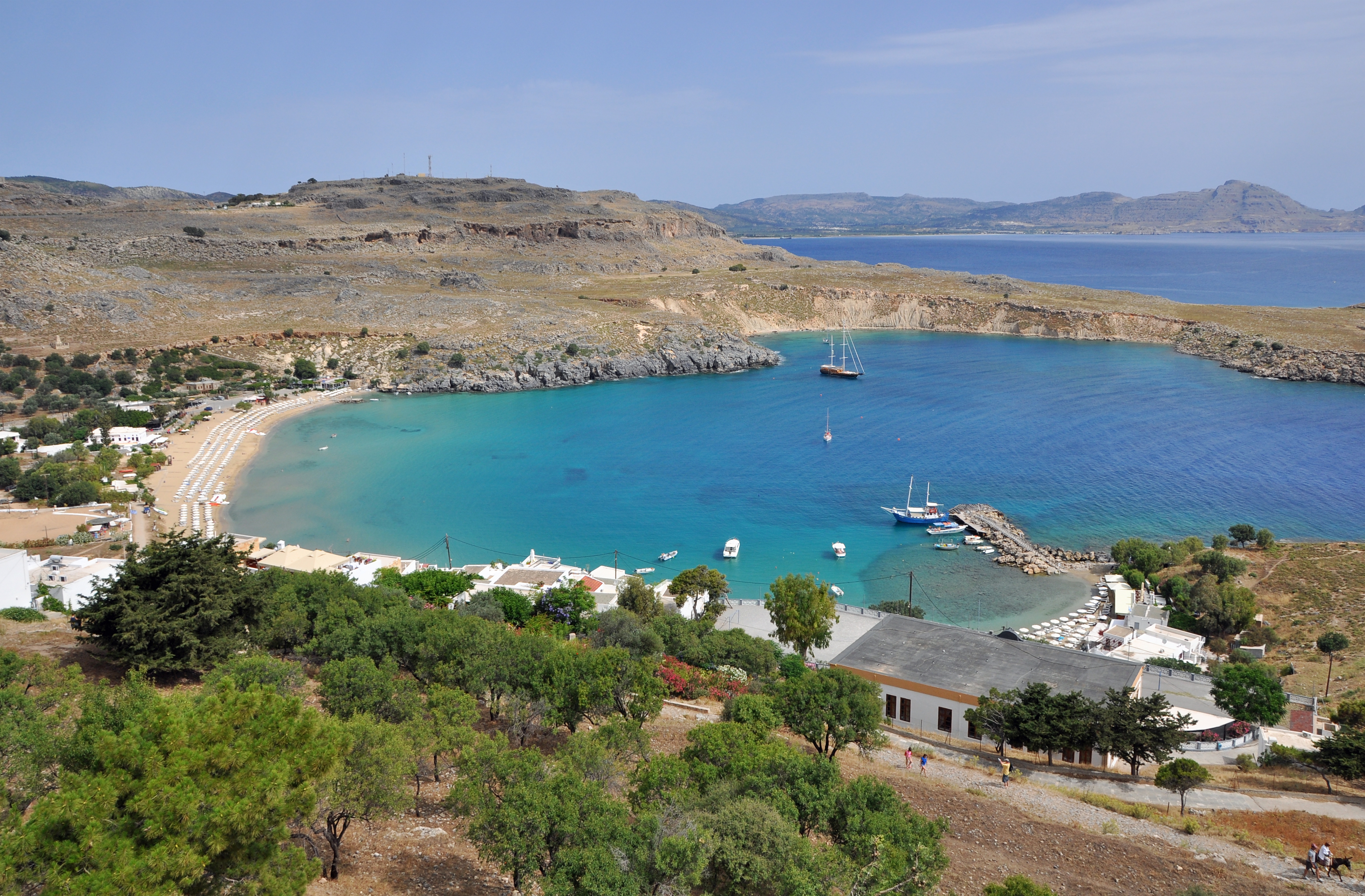
A strand és az öböl
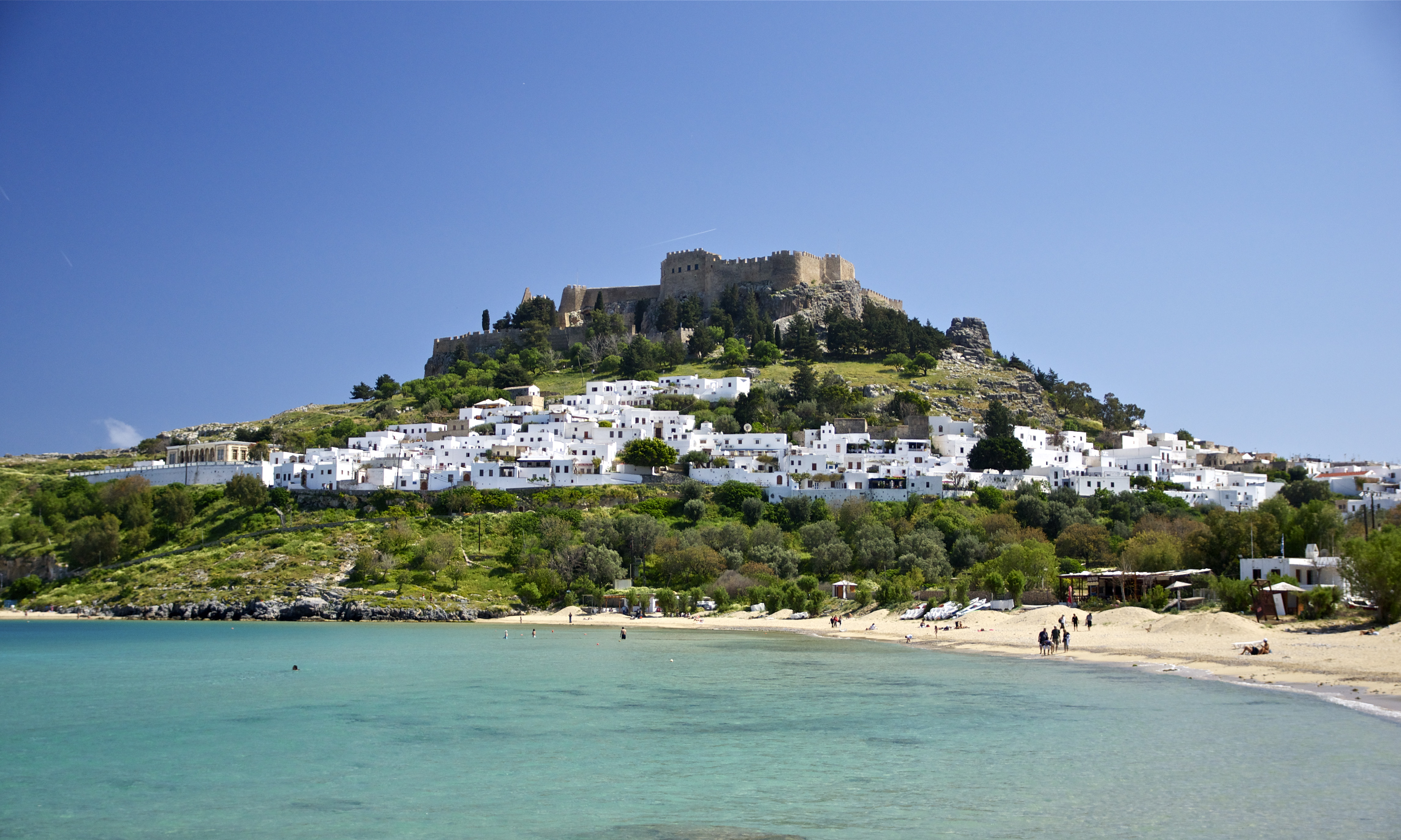
A strand háttérben az akropolisszal
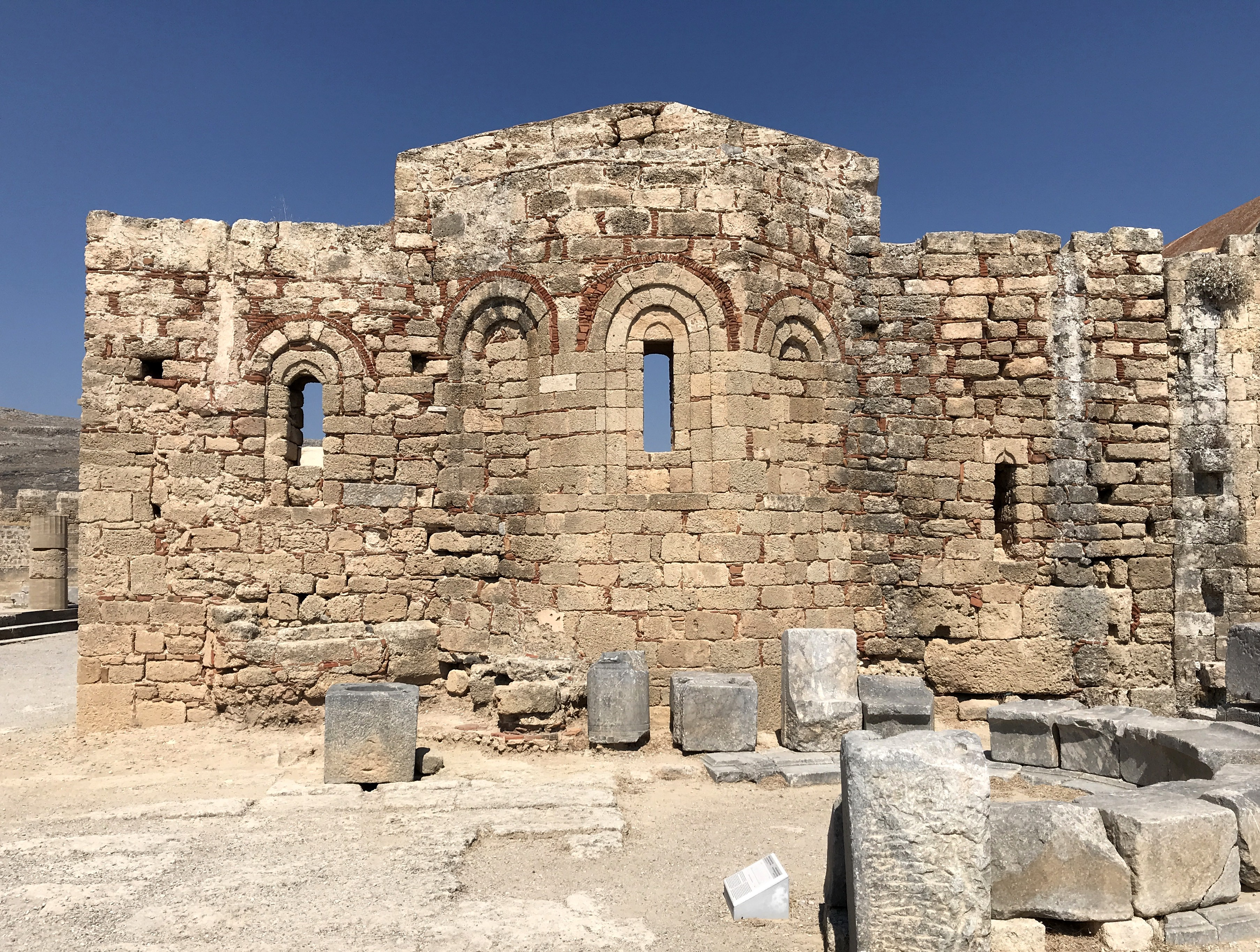
Szent János-templom
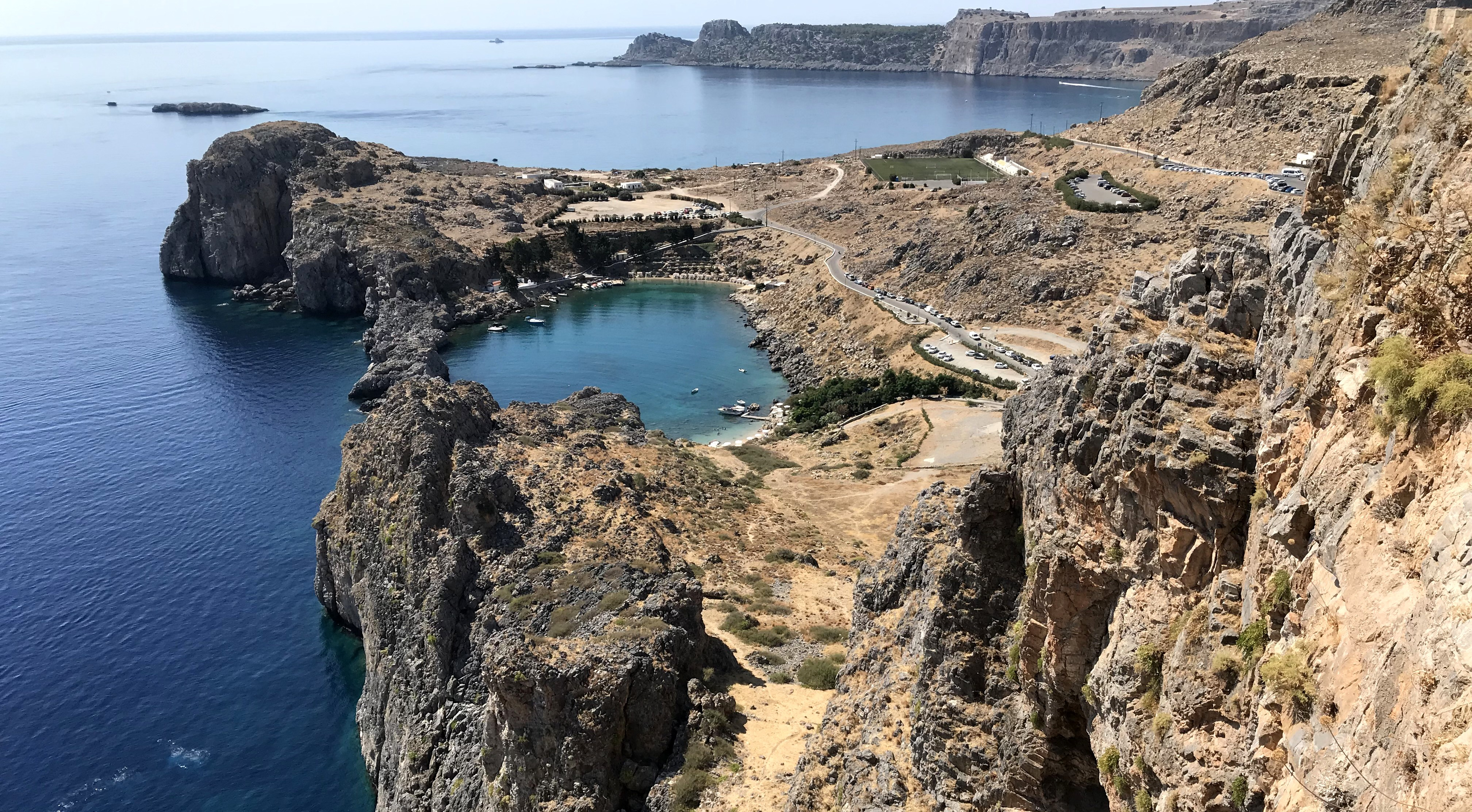
A Szent Pál-öböl az erődből